# Marquette (Michigan)
Marquette is een plaats (city) in de Amerikaanse staat Michigan, en valt bestuurlijk gezien onder Marquette County. Ze werd genoemd naar de Franse missionaris en ontdekkingsreiziger Jacques Marquette. De plaats is sinds 1865 de zetel van een rooms-katholiek bisdom.

## Demografie
Bij de volkstelling in 2000 werd het aantal inwoners vastgesteld op 19.661.
In 2006 is het aantal inwoners door het United States Census Bureau geschat op 20.488, een stijging van 827 (4.2%).

## Geografie
Volgens het United States Census Bureau beslaat de plaats een oppervlakte van
50,1 km², waarvan 29,5 km² land en 20,6 km² water. Marquette ligt op ongeveer 288 m boven zeeniveau.

## Plaatsen in de nabije omgeving
De onderstaande figuur toont nabijgelegen plaatsen in een straal van 24 km rond Marquette.

## Geboren
- Weldon Olson (1932-2023), ijshockeyer